# Dendrelaphis cyanochloris
Dendrelaphis cyanochloris är en ormart som beskrevs av Wall 1921. Dendrelaphis cyanochloris ingår i släktet Dendrelaphis och familjen snokar. Inga underarter finns listade i Catalogue of Life.
Arten förekommer med tre från varandra skilda populationer i södra Asien. Den första från östra Nepal över Bhutan och norra Bangladesh till nordöstra Indien. Den andra populationen hittas från nordvästra Thailand och sydöstra Myanmar till centrala Malackahalvön. Den tredje populationen lever i Andamanerna och Nikobarerna. Denna orm vistas i låglandet och i bergstrakter upp till 1000 meter över havet. Habitatet utgörs av regnskogar och andra fuktiga skogar. Individerna klättrar främst i träd. Honor lägger ägg.
Lokalt kan intensivt skogsbruk och etablering av jordbruksmark hota beståndet. Dendrelaphis cyanochloris är fortfarande vanligt förekommande. IUCN kategoriserar arten globalt som livskraftig.